# 서면 삼한골든뷰 센트럴파크
서면 삼한골든뷰 센트럴파크(Seomyeon Samhan Golden View Central Park)는 대한민국 부산광역시 부산진구 범전동에 위치한 주상복합 아파트 단지이다. 총 3개 동으로 구성되어 있으며 101동과 103동은 57층, 102동은 58층까지 있다. 2015년에 착공하여 2019년 5월에 완공 후 개장했다. 삼한종합건설이 건설했다. 부산시민공원에서 볼 수 있는 마천루가 이 아파트와 오피스텔이다.

## 역사
2015년에 분양한다고 하는데 건설회사는 2,000여 가구를 분양한다고 한다. 6월 중순 부산시민공원 옆에 58층 주상복합 아파트 골든뷰 센트럴파크를 분양하고 있다. 분양이 완료되었고 착공하여 2019년 5월에 완공 후 개장했다. 2019년 5월에 완공된 지상 50층 이상의 아파트 높이가 170m가 넘는다.

## 구성
서면 삼한골든뷰 센트럴파크의 구성이다.
| 동 명칭 | 층수 | 높이 |
| ------- | ---- | ---- |
| 101동   | 57층 | 174m |
| 102동   | 58층 | 174m |
| 103동   | 57층 | 174m |

## 높이
최고 높이는 174m고 최고 층수는 58층이다. 오피스텔과 아파트가 있는 마천루는 58층인데 다른 아파트 층수와 다르다. 2015년 이후 공사할때 높이 170m와 50층 이상을 넘었다. 현재 부산진구에서 2번째로 높은 마천루다. 서면 더샵 센트럴스타(A동 58층, 207m)보다 낮은 마천루다. 170m가 넘는 마천루인데 서면 더샵 센트럴스타(C동, D동 48층, 170m)보다 높고 롯데호텔 부산(43층, 173m)보다 높다.

## 특징
지상 50층이 넘는 주상복합 아파트 단지다. 오피스텔은 102동에만 있다. 주민공동시설은 지상 30층에 있다. 중간대피층이다. 세대 수는 아파트 1,272세대, 오피스텔 120세대다. 아파트 평수는 단독 35평(116m2, 118m2)만 있다. 엘리베이터는 4대씩 총 8대가 각동마다 있다. 오티스 엘리베이터의 속도는 240m/min이다. 주차대수는 아파트 1,400대, 오피스텔 100대이다.

## 내부 시설

### 101동
| 층수                | 용도       |
| ------------------- | ---------- |
| 31층 ~ 57층         | 아파트     |
| 30층                | 피트층     |
| 2층 ~ 29층          | 아파트     |
| 1층                 | 로비       |
| 지하 6층 ~ 지하 1층 | 지하주차장 |

### 102동
| 층수                | 용도       |
| ------------------- | ---------- |
| 31층 ~ 57층         | 아파트     |
| 30층                | 피트층     |
| 9층 ~ 29층          | 아파트     |
| 2층 ~ 8층           | 오피스텔   |
| 1층                 | 로비       |
| 지하 6층 ~ 지하 1층 | 지하주차장 |

### 103동
| 층수                | 용도       |
| ------------------- | ---------- |
| 31층 ~ 57층         | 아파트     |
| 30층                | 피트층     |
| 2층 ~ 29층          | 아파트     |
| 1층                 | 로비       |
| 지하 6층 ~ 지하 1층 | 지하주차장 |

## 같이 보기
- 대한민국의 마천루 목록
- 부산광역시의 마천루 목록
- 해운대 두산위브더제니스
- 해운대 I'PARK
- 용호동 W
- 해운대 힐스테이트 위브